# Sölvesborg
Sölvesborg ( pronúncia) ou Solvesburgo[a] é uma cidade da Suécia da região de Gotalândia, na província de Blekinge, no condado de Blekinge e comuna de Sölvesborg, onde é capital. Segundo censo de 2018, tinha 9 052 habitantes. Tem 7,80 quilômetros quadrados.

## Etimologia
O topônimo Sölvesborg foi criado com a junção de Sölve, que deriva do nórdico Sǫlve e pode significar "pálido, amarelado", e borg, a variante escandinava do burg germânico, "fortaleza". Assim, seu nome significa "Fortaleza Amarelada" e/ou "Fortaleza Pálida".

## História
Sölvesborg, na Idade Média, era uma importante cidade local devido à sua atividade portuária e comercial, protegidas pela sua fortaleza do século XIII. É a mais antiga e pequena cidade da Blecíngia, conservando um caráter medieval com ruas estreitas de pavimento de pedra, pequenas casas térreas e sua Igreja de São Nicolau do século XIV. Do seu castelo danês - construído no século XIII e destruído no XVI - restam só ruínas. Por várias vezes foi atacada alternadamente por suecos e danos, mas pelo Tratado de Rosquilda de 1658, a cidade passou definitivamente à Suécia.
Em 1801, um terço dos residentes ficaram sem casas devido a um grande incêndio que destruiu parte substancial da cidade. Foi reconstruída de novo, seguindo o plano medieval. No século XIX, houve um renascimento econômico baseado na pesca e na produção e comércio da aguardente e licor. Desde finais do século, a ferrovia de Karlshamn que ia para Sölvesborg se estendeu até Jämshög e Holje. Hoje em dia, é uma importante atração turística.

## Património da cidade
- Em 1982, foi inaugurado o Museu de Sölvesborg (Sölvesborgs museum och konsthall), albergado num antigo armazém de cereais e aguardente, onde está documentada a arqueologia e história cultural da cidade, do porto e sua atividade naval;[8]
- Ao norte da cidade existe uma das maiores florestas de faias do país;[8]
- O Parque de Sölvesborg combina diversões e áreas culturais, zoológicas e réplicas de dinossauros.[8]

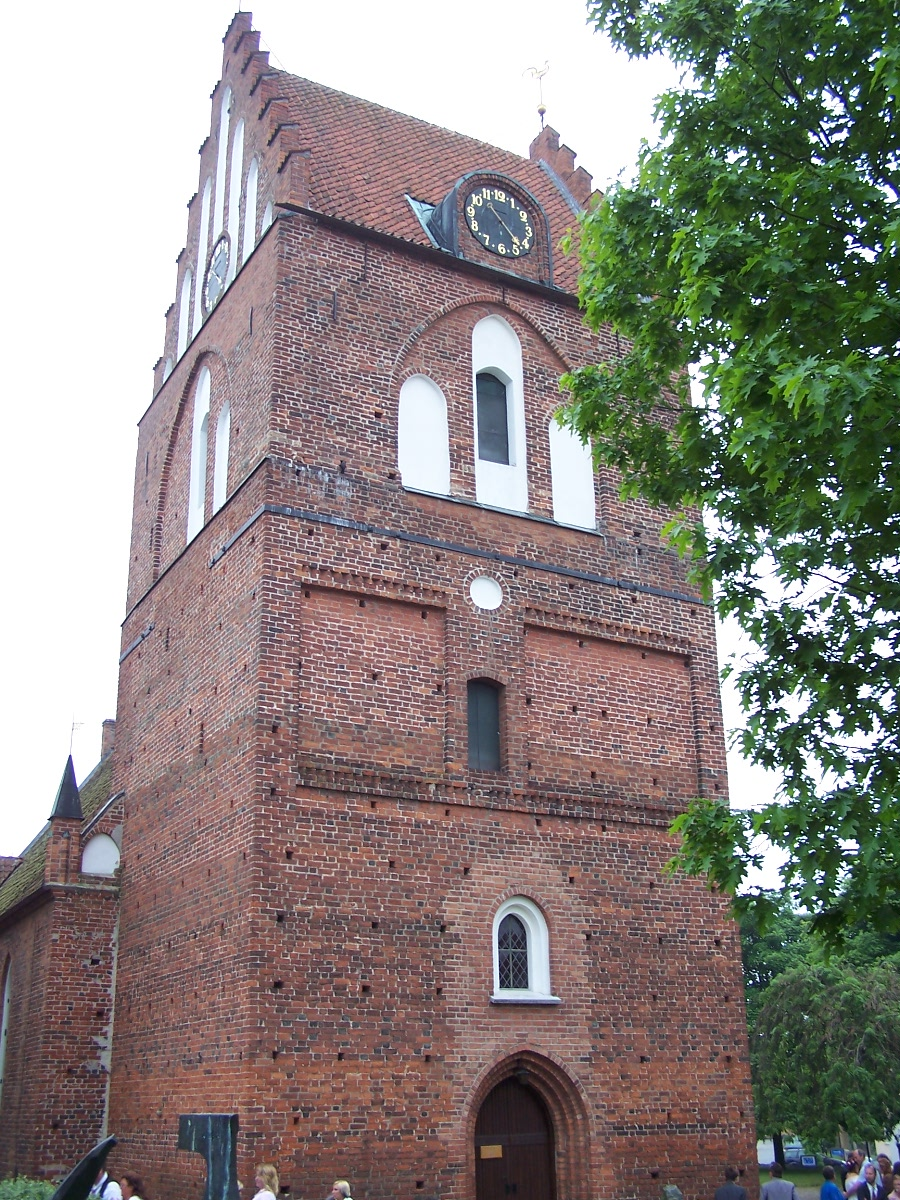
Igreja de São Nicolau
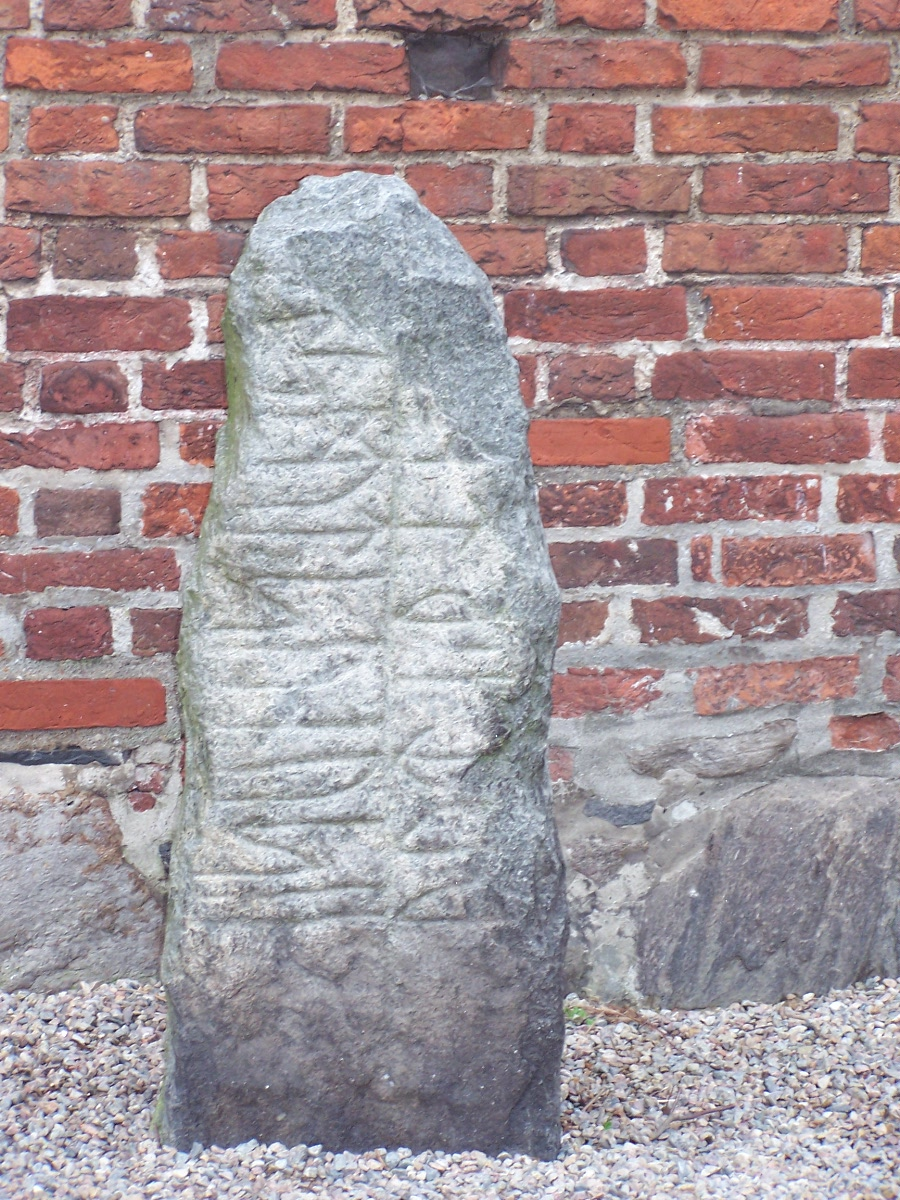
Pedra rúnica colocada junto à igreja